# 莱顿纺织者住宅
莱顿纺织者住宅（荷蘭語：Het Leids Wevershuis）是一座位于荷兰南荷兰省莱顿的博物馆。该馆位于古老的纺织者住宅内，展出了历史上该住宅以及周边的核心活动，即：纺织工业，制图工业，以及罐头食品工业。在开放时间内，在古纺车上经常会有纺织表演。

## 历史
1961年，莱顿市政府希望推动道路扩建。因当时并非古迹，故大量纺织者住宅因此将被拆毁。所幸，Het Kleine Leidse Woonhuis在1976年由莱顿市民建立。该基金会旨在防止莱顿老旧地区受到大规模破坏。该会在随后的35年间将大部分纺织者住宅翻新改建为居民住宅，不仅使这些住宅得以幸存，而且该种住宅中具有典型性的院子也被保留下来。 
2003年，莱顿市政府出资购买了剩下的为数不多的未经翻建的纺织者住宅，并将其定为古迹加以保护。其中位于Middelstegracht 143的纺织者住宅正巧齐集了19世纪供纺织工人居住的住宅的全部特征。故该处被定为博物馆。又经过两年的筹备，该馆于2005年9月9日正式对外开放。